# 3D makeR Technologies
 3D makeR Technologies o makeR es una empresa colombiana enfocada en el desarrollo y fabricación de impresoras 3D. Fue fundada  entre Barcelona y Santa Marta en 2014 por Carlos Camargo, quien actualmente es el CEO de la compañía.
Siguiendo el modelo tradicional del RepRap, los primeros productos de makeR fueron kits DIY de impresoras 3D FDM tipo Prusa i3, personalizadas bajo el nombre de Prusa Tairona. En 2015 la compañía ganó reconocimiento nacional en el sector de impresión 3D en Colombia, gracias a sus talleres mensuales que enseñaba a las personas pueden armar sus propias impresoras 3D en las principales ciudades del país.
Actualmente makeR continúa trabajando en la fabricación de impresoras 3D a medida, diseñadas con marco cerrado y diversos volúmenes de impresión. A mediados de 2016 desarrollan su última la línea de impresoras 3D PEGASUS, compatibles con ácido poliláctico (PLA), acrilonitrilo butadieno estireno (ABS), poliuretano termoplástico (TPU), poliestireno de alto impacto (HIPS), acetato de polivinilo (PVA) y algunos materiales especiales para necesidades específicas en diversos sectores industriales, tales como filamento PLA con partículas de metales que a partir del lijado de las piezas impresas permite una apariencia similar a metales como cobre, aluminio y acero. Las impresoras 3D de makeR también imprimen en nylon y fibra de carbono.